# Morti il 10 aprile
| Questa pagina contiene informazioni ricavate automaticamente dalle voci biografiche con l'ausilio del template Bio e di un bot. L'aggiornamento è periodico e automatico e ricostruisce completamente la pagina. Se manca una persona in questa lista, sei pregato di non aggiungerla, ma accertati piuttosto che la sua voce biografica contenga il template Bio e che i dati anagrafici siano correttamente compilati. Se il template Bio manca, inseriscilo tu stesso o, in alternativa, metti l'avviso {{tmp\|Bio}} che ne segnala la mancanza. Se i dati riportati sono sbagliati, correggi direttamente la voce biografica; le modifiche saranno visibili in questa lista entro pochi giorni. Per chiarimenti vedi il progetto biografie. La lista contiene solo le 518 persone che sono citate nell'enciclopedia e per le quali è stato implementato correttamente il template Bio. Pagina aggiornata al 17 ago 2025. |

## X secolo(4)
- 910 - Atenolfo I di Capua, principe (n. 865)
- 943 - Landolfo I di Benevento, nobile longobardo
- 947 - Ugo di Provenza, sovrano francese (n. 880)
- 963 - Oda di Metz, nobile tedesca

## XI secolo(5)
- 1008 - Notger II di San Gallo, abate e vescovo tedesco (n. 930)
- 1012 - Macario di Antiochia, vescovo armeno
- 1029 - Fulberto di Chartres, vescovo cattolico e filosofo franco
- 1055 - Corrado II di Baviera, nobile tedesco (n. 1052)
- 1093 - Vsevolod di Kiev, principe russo (n. 1030)

## XII secolo(3)
- 1179 - Umfredo II di Toron, cavaliere medievale e politico normanno (n. 1117)
- 1183 - Pietro I di Courtenay, nobile francese
- 1200 - Mercadier, mercenario francese

## XIII secolo(8)
- 1207 - Filippo I da Lampugnano, arcivescovo cattolico italiano
- 1216 - Buondelmonte de' Buondelmonti, nobile italiano
- 1216 - Erik X di Svezia, re (n. 1180)
- 1232 - Rodolfo il Vecchio, conte (n. 1168)
- 1235 - Iacopo Baldovini, giurista italiano (n. 1175)
- 1249 - Odemaro Buzio, vescovo cattolico italiano
- 1271 - Stefano il Postumo, nobile ungherese (n. 1236)
- 1295 - Baldovino d'Avesnes, cavaliere medievale francese (n. 1219)

## XIV secolo(3)
- 1347 - Guglielmo di Occam, teologo, filosofo e francescano inglese (n. 1288)
- 1377 - Ludolfo di Sassonia, religioso, monaco cristiano e teologo tedesco
- 1380 - Manuele Cantacuzeno, bizantino

## XV secolo(1)
- 1460 - Antonio Neirotti, religioso italiano

## XVI secolo(12)
- 1510 - Jacopo IV Appiano, nobiluomo italiano (n. 1459)
- 1522 - Francesco Cattani da Diacceto, filosofo italiano (n. 1466)
- 1525 - David Ghirlandaio, pittore italiano (n. 1452)
- 1533 - Federico I di Danimarca, re (n. 1471)
- 1545 - Costanzo Festa, compositore italiano
- 1548 - Francisco de Carvajal, generale e esploratore spagnolo (n. 1464)
- 1570 - Johann Walter, compositore e cantore tedesco (n. 1496)
- 1575 - Anna Bijns, poetessa fiamminga (n. 1493)
- 1577 - Juan de Juni, scultore francese (n. 1506)
- 1585 - Papa Gregorio XIII, papa, vescovo cattolico e cardinale italiano
- 1598 - Jacopo Mazzoni, filosofo, letterato e astronomo italiano (n. 1548)
- 1599 - Gabrielle d'Estrées, francese (n. 1571)

## XVII secolo(12)
- 1605 - Alberto VII di Schwarzburg-Rudolstadt, nobile tedesco (n. 1537)
- 1613 - Aoyama Tadanari, militare giapponese (n. 1551)
- 1620 - Pedro de Valencia, filosofo, umanista e storico spagnolo (n. 1555)
- 1625 - Michele dei Santi, religioso spagnolo (n. 1591)
- 1630 - William Herbert, III conte di Pembroke, nobile e politico inglese (n. 1580)
- 1635 - Elin Ulfsdotter Snakenborg, nobildonna svedese (n. 1549)
- 1640 - Agostino Agazzari, compositore, organista e teorico della musica italiano (n. 1578)
- 1644 - William Brewster, predicatore inglese (n. 1568)
- 1646 - Santino Solari, architetto e scultore italiano (n. 1576)
- 1667 - Jan Marek Marci, medico ceco (n. 1595)
- 1679 - Wendelin Hueber, compositore e organista austriaco (n. 1615)
- 1681 - Filippo I di Schaumburg-Lippe, nobile tedesco (n. 1601)

## XVIII secolo(20)
- 1704 - Wilhelm Egon von Fürstenberg, cardinale, vescovo cattolico e abate tedesco (n. 1629)
- 1723 - Leopold Schlik zu Bassano und Weißkirchen, generale, diplomatico e nobile boemo (n. 1663)
- 1723 - Claude-Frédéric t'Serclaes van Tilly, generale olandese (n. 1648)
- 1728 - Nicodemus Tessin il Giovane, architetto svedese (n. 1654)
- 1730 - Sébastien de Brossard, compositore, teorico musicale e musicologo francese (n. 1655)
- 1730 - Nicolas Chalon du Blé d'Uxelless, generale e diplomatico francese (n. 1652)
- 1742 - Guglielmina Amalia di Brunswick-Lüneburg (n. 1673)
- 1749 - Tommaso Aceti, vescovo cattolico, bibliotecario e filologo italiano (n. 1687)
- 1750 - Pietro Micheli, pittore italiano (n. 1685)
- 1752 - Joseph-Nicolas Gautier, militare, patriota e mercante francese (n. 1689)
- 1756 - Vito Antonio Conversi, pittore italiano (n. 1712)
- 1756 - Giacomo Antonio Perti, compositore italiano (n. 1661)
- 1767 - Johann Elias Ridinger, incisore, pittore e editore tedesco (n. 1698)
- 1769 - Johann Friedrich Armand von Uffenbach, musicista tedesco (n. 1687)
- 1770 - Esprit Antoine Blanchard, musicista e compositore francese (n. 1696)
- 1771 - Francesco Saverio di Borbone-Spagna, principe (n. 1757)
- 1786 - John Byron, ammiraglio inglese (n. 1723)
- 1790 - Antonio Maria Franci, vescovo cattolico italiano (n. 1705)
- 1794 - Antonio Rinaldi, architetto italiano (n. 1709)
- 1799 - Friederike von Alvensleben, attrice teatrale, drammaturga e librettista tedesca (n. 1749)

## XIX secolo(77)
- 1802 - Gregorio Bandi, arcivescovo italiano (n. 1736)
- 1806 - Horatio Gates, generale britannico (n. 1727)
- 1807 - Anna Amalia di Brunswick-Wolfenbüttel, nobile tedesca (n. 1739)
- 1808 - Jean-Laurent Mosnier, pittore e miniaturista francese (n. 1743)
- 1808 - Karl Heinrich di Nassau-Siegen, avventuriero e ufficiale francese (n. 1743)
- 1813 - Joseph-Louis Lagrange, matematico e astronomo italiano (n. 1736)
- 1815 - Felice Caronni, archeologo, numismatico e incisore italiano (n. 1747)
- 1815 - William Roxburgh, botanico scozzese (n. 1751)
- 1818 - Carolina Arienti Lattanzi, scrittrice, giornalista e poetessa italiana (n. 1771)
- 1823 - Karl Leonhard Reinhold, filosofo austriaco (n. 1757)
- 1823 - Christian Georg Schütz II, pittore e incisore tedesco (n. 1758)
- 1824 - Jean-Baptiste Drouet, rivoluzionario francese (n. 1763)
- 1825 - Paul-Louis Courier, scrittore e grecista francese (n. 1772)
- 1827 - George Cholmondeley, I marchese di Cholmondeley, politico e nobile britannico (n. 1749)
- 1827 - Emilia Chopin, polacca (n. 1812)
- 1835 - Luigi Bossi Visconti, archivista, bibliotecario e letterato italiano (n. 1758)
- 1835 - Maddalena di Canossa, religiosa e santa italiana (n. 1774)
- 1836 - Jean-Joseph Allemand, presbitero francese (n. 1772)
- 1836 - Matteo Correale, militare italiano (n. 1764)
- 1837 - Henry Thomas Colebrooke, filologo, orientalista e botanico britannico (n. 1765)
- 1837 - Sophia FitzClarence, nobildonna inglese (n. 1796)
- 1837 - Thomas Weld, cardinale e vescovo cattolico inglese (n. 1773)
- 1840 - Alexander Nasmyth, pittore scozzese (n. 1758)
- 1841 - Henry Sanfourche, militare francese (n. 1775)
- 1841 - Henri Van Assche, pittore belga (n. 1774)
- 1849 - Carlo Ottavio Castiglioni, filologo, orientalista e numismatico italiano (n. 1784)
- 1849 - Jacopo Tasso, patriota italiano (n. 1808)
- 1850 - Carlo Ilarione Petitti di Roreto, economista e politico italiano (n. 1790)
- 1851 - Antonio de Pian, pittore e incisore austriaco (n. 1784)
- 1852 - John Howard Payne, attore teatrale e drammaturgo statunitense (n. 1791)
- 1854 - Antonín Jan Jungmann, educatore e medico ceco (n. 1775)
- 1854 - Giovanni Antonio Marcacci, politico, diplomatico e giurista svizzero (n. 1769)
- 1855 - Giuseppe Maria Maniscalco, vescovo cattolico italiano (n. 1783)
- 1855 - Ernst Ferdinand Oehme, pittore tedesco (n. 1797)
- 1858 - Thomas Hart Benton, politico statunitense (n. 1782)
- 1861 - Édouard Ménétries, entomologo e naturalista francese (n. 1802)
- 1861 - George Tucker, politico e storico statunitense (n. 1775)
- 1861 - Louis Vicat, ingegnere francese (n. 1786)
- 1862 - W.H.L. Wallace, avvocato e generale statunitense (n. 1821)
- 1863 - Giovanni Battista Amici, ingegnere, matematico e fisico italiano (n. 1786)
- 1863 - Benedetto Colonna Barberini di Sciarra, cardinale italiano (n. 1788)
- 1863 - Dorothea von Ficquelmont, nobile russa (n. 1804)
- 1863 - Domenico Spinelli, archeologo e numismatico italiano (n. 1788)
- 1865 - Franziska Sontag, soprano e attrice teatrale tedesca (n. 1788)
- 1871 - Lucio Norberto Mansilla, militare e politico argentino (n. 1792)
- 1874 - Friedrich Heinrich von Kittlitz, botanico e zoologo tedesco (n. 1799)
- 1874 - Ulick de Burgh, I marchese di Clanricarde, politico e ambasciatore inglese (n. 1802)
- 1877 - Pierre Bataillon, missionario e vescovo cattolico francese (n. 1810)
- 1878 - Napoleone Luciano Carlo Murat, nobile e politico francese (n. 1803)
- 1879 - Bartolomeo Merelli, impresario teatrale e librettista italiano (n. 1794)
- 1880 - Vincenzo Sylos Labini, politico italiano (n. 1809)
- 1882 - Ewelina Hańska, nobile e letterata polacca (n. 1801)
- 1882 - William Hulbert, dirigente sportivo statunitense (n. 1832)
- 1882 - Augustus Henry Mounsey, ambasciatore, viaggiatore e scrittore britannico (n. 1834)
- 1882 - Dante Gabriel Rossetti, pittore e poeta britannico (n. 1828)
- 1883 - Marie-Alexandre Alophe, pittore e incisore francese (n. 1812)
- 1883 - Quintino Guanciali, scrittore e bibliotecario italiano (n. 1811)
- 1884 - Jean Baptiste Dumas, chimico e politico francese (n. 1800)
- 1885 - Leopold Fugger von Babenhausen, principe e politico tedesco (n. 1827)
- 1885 - Biagio Miraglia, presbitero, patriota e poeta italiano (n. 1823)
- 1886 - Stanislao Eula, vescovo cattolico italiano (n. 1818)
- 1887 - Wilhelm Adolf Schmidt, storico tedesco (n. 1812)
- 1888 - Maria di Württemberg, sovrana tedesca (n. 1818)
- 1890 - Franz de Paula Albert Eder, arcivescovo cattolico austriaco (n. 1818)
- 1890 - Aurelio Saffi, patriota e politico italiano (n. 1819)
- 1890 - Conrad Warner, dirigente sportivo e calciatore inglese (n. 1850)
- 1890 - Max de Blumer, ciclista russo (n. 1867)
- 1891 - Joseph-Marie Timon David, presbitero francese (n. 1823)
- 1891 - Marina Videmari, religiosa italiana (n. 1812)
- 1893 - Giovanni Battista Marin, patriota italiano (n. 1833)
- 1895 - Tancrède Abraham, pittore e incisore francese (n. 1836)
- 1895 - Lorenzo Lorraine Langstroth, pastore protestante e inventore statunitense (n. 1810)
- 1895 - Gerolamo Maglione, politico italiano (n. 1814)
- 1897 - Federico Francesco III di Meclemburgo-Schwerin, sovrano tedesco (n. 1851)
- 1898 - Paul Legrand, mimo francese (n. 1816)
- 1898 - Charles Yriarte, scrittore e disegnatore francese (n. 1832)
- 1900 - Eugenio Cais di Pierlas, storico italiano (n. 1842)

## XX secolo(233)
- 1902 - Victor Jamaer, architetto belga (n. 1825)
- 1903 - Andreas Allescher, micologo tedesco (n. 1828)
- 1903 - Eusebio Oehl, medico e patriota italiano (n. 1827)
- 1906 - Georgij Apollonovič Gapon, presbitero e politico russo (n. 1870)
- 1906 - Frederick Stibbert, collezionista d'arte e imprenditore inglese (n. 1838)
- 1907 - Laurence Simmons Baker, militare statunitense (n. 1830)
- 1907 - Max Haushofer, scrittore, economista e giurista tedesca (n. 1840)
- 1908 - Nikolaj Linevič, militare russo (n. 1839)
- 1908 - Arthur Ranc, giornalista e politico francese (n. 1831)
- 1909 - Carlo Aventi, avvocato e politico italiano (n. 1852)
- 1909 - Algernon Swinburne, poeta e drammaturgo britannico (n. 1837)
- 1910 - Salvatore Lo Bianco, naturalista e zoologo italiano (n. 1860)
- 1910 - George Henry Williams, politico statunitense (n. 1823)
- 1911 - Samuel Loyd, scacchista e compositore di scacchi statunitense (n. 1841)
- 1911 - Pietro Pajetta, pittore italiano (n. 1845)
- 1911 - Edward Palmer, botanico e archeologo britannico (n. 1829)
- 1911 - Mikalojus Konstantinas Čiurlionis, compositore e pittore lituano (n. 1875)
- 1912 - Ernst Christian Achelis, teologo tedesco (n. 1838)
- 1913 - Carlo Guerrieri Gonzaga, politico e militare italiano (n. 1827)
- 1913 - Ernst Otto Schlick, ingegnere tedesco (n. 1840)
- 1914 - François-Adolphe Grison, pittore francese (n. 1845)
- 1916 - Giuseppe Pitrè, scrittore, medico e letterato italiano (n. 1841)
- 1916 - Pavel Adamovič Pleve, militare russo (n. 1850)
- 1918 - Walter Göttsch, militare e aviatore tedesco (n. 1896)
- 1919 - Emiliano Zapata, rivoluzionario, anarchico e generale messicano (n. 1879)
- 1920 - Moritz Cantor, matematico tedesco (n. 1829)
- 1922 - Giuseppe Solimbergo, avvocato, politico e diplomatico italiano (n. 1846)
- 1923 - Liam Lynch, militare e patriota irlandese (n. 1893)
- 1924 - Hugo Stinnes, imprenditore e politico tedesco (n. 1870)
- 1925 - Roger Vittoz, medico e psichiatra svizzero (n. 1863)
- 1926 - Mario Seghesio, calciatore italiano (n. 1903)
- 1929 - Ludovico Quandel, militare, politico e scrittore italiano (n. 1839)
- 1931 - Khalil Gibran, poeta, pittore e aforista libanese (n. 1883)
- 1932 - Jean-François Heymans, farmacologo e fisiologo belga (n. 1859)
- 1932 - Michail Nikolaevič Pokrovskij, storico e funzionario sovietico (n. 1868)
- 1933 - Henry van Dyke, scrittore e poeta statunitense (n. 1852)
- 1934 - Cecilia Grierson, medica argentina (n. 1859)
- 1935 - Carlo Cornaggia Medici Castiglioni, nobile e politico italiano (n. 1851)
- 1935 - Alfred Goldscheider, neurologo tedesco (n. 1858)
- 1935 - Paul Wilhelm Schmiedel, teologo tedesco (n. 1851)
- 1935 - Henrik Tuma, politico e avvocato jugoslavo (n. 1858)
- 1936 - Gian Mario Beltrami, generale e aviatore italiano (n. 1893)
- 1937 - Ralph Ince, regista e attore statunitense (n. 1887)
- 1938 - King Oliver, compositore e direttore d'orchestra statunitense (n. 1885)
- 1939 - Alfredo Panzini, scrittore, critico letterario e lessicografo italiano (n. 1863)
- 1940 - Friedrich Bonte, militare tedesco (n. 1896)
- 1940 - Bernard Warburton-Lee, militare britannico (n. 1895)
- 1941 - Sabatino Minucci, militare italiano (n. 1915)
- 1941 - Dorothy Wilde, traduttrice e socialite britannica (n. 1895)
- 1942 - Simon Orlik, nuotatore austriaco (n. 1876)
- 1942 - Bonifacio Zukowski, religioso polacco (n. 1913)
- 1944 - Riccardo Dalla Volta, economista italiano (n. 1862)
- 1944 - Carlo Faggioni, aviatore italiano (n. 1915)
- 1944 - Luigi Nada, operaio e attivista italiano (n. 1910)
- 1944 - Isa Magrini, pittrice italiana (n. 1876)
- 1944 - Marcello Pucci Boncambi, militare e marinaio italiano (n. 1904)
- 1944 - Primo Sarti, militare e marinaio italiano (n. 1909)
- 1944 - Carlo Sorcinelli, militare e marinaio italiano (n. 1920)
- 1945 - Mario Allegretti, militare e partigiano italiano (n. 1919)
- 1945 - Riccardo Banderali, partigiano italiano (n. 1921)
- 1945 - Gian Luigi Banfi, architetto e urbanista italiano (n. 1910)
- 1945 - Carl Lotus Becker, storico statunitense (n. 1873)
- 1945 - Bruno Bocconi, militare e partigiano italiano (n. 1921)
- 1945 - Horst Böhme, agente segreto tedesco (n. 1909)
- 1945 - Frank Clark, attore statunitense (n. 1857)
- 1945 - Gloria Dickson, attrice statunitense (n. 1917)
- 1945 - Gastone Giacomini, ufficiale e partigiano italiano (n. 1913)
- 1945 - Ernst-Anton von Krosigk, generale tedesco (n. 1898)
- 1945 - Mario Morgantini, partigiano italiano (n. 1920)
- 1945 - Arnaldo Pegollo, militare e partigiano italiano (n. 1918)
- 1945 - Lucien Storme, ciclista su strada belga (n. 1916)
- 1946 - Giotto Maraghini, ammiraglio italiano (n. 1882)
- 1947 - Charles Bally, linguista svizzero (n. 1865)
- 1947 - John Ince, attore, regista e produttore cinematografico statunitense (n. 1878)
- 1947 - Charles Nordhoff, romanziere inglese (n. 1887)
- 1948 - Ezio Felici, giornalista, poeta e drammaturgo italiano (n. 1882)
- 1948 - Pedro María Ramírez Ramos, presbitero colombiano (n. 1899)
- 1948 - Letterio Savoja, ingegnere italiano (n. 1873)
- 1950 - Paolo Bellezza, scrittore e docente italiano (n. 1867)
- 1950 - Fevzi Çakmak, politico, generale e patriota turco (n. 1876)
- 1951 - Nora Barnacle, irlandese (n. 1884)
- 1951 - Jorge Gonçalves Tavares, calciatore portoghese (n. 1905)
- 1951 - Paul Wolff, fotografo tedesco (n. 1887)
- 1952 - Ugo Lombroso, fisiologo e superstite dell'Olocausto italiano (n. 1877)
- 1953 - Nicola Gualtieri, militare e politico italiano (n. 1866)
- 1954 - Guelfo Civinini, scrittore, poeta e giornalista italiano (n. 1873)
- 1954 - Gaetano Ferragni, avvocato e politico italiano (n. 1887)
- 1954 - Auguste e Louis Lumière, regista e inventore francese (n. 1862)
- 1955 - Pierre Teilhard de Chardin, gesuita, filosofo e paleontologo francese (n. 1881)
- 1957 - Raffaele De Grada, pittore italiano (n. 1885)
- 1958 - Chuck Willis, cantante statunitense (n. 1926)
- 1959 - Jan Černý, politico cecoslovacco (n. 1874)
- 1960 - Arthur Benjamin, compositore, pianista e direttore d'orchestra australiano (n. 1893)
- 1961 - Louis Bastien, esperantista e generale francese (n. 1869)
- 1961 - Ernst Bickel, filologo classico tedesco (n. 1876)
- 1961 - Hermann Pfannmüller, psichiatra e neurologo tedesco (n. 1886)
- 1962 - Michael Curtiz, regista, produttore cinematografico e attore ungherese (n. 1886)
- 1962 - Lucienne Delyle, cantante francese (n. 1913)
- 1962 - Manton S. Eddy, generale statunitense (n. 1892)
- 1962 - David Mangnall, allenatore di calcio e calciatore inglese (n. 1905)
- 1962 - Stuart Sutcliffe, bassista e pittore britannico (n. 1940)
- 1963 - Nando Bruno, attore italiano (n. 1895)
- 1963 - Ottar Gjermundshaug, combinatista nordico norvegese (n. 1925)
- 1964 - Eino Luukkanen, aviatore finlandese (n. 1909)
- 1964 - Marco Ramperti, scrittore e giornalista italiano (n. 1886)
- 1965 - Linda Darnell, attrice statunitense (n. 1923)
- 1965 - Epameinondas Kavvadias, ammiraglio e politico greco (n. 1886)
- 1965 - La Bella Otero, ballerina e attrice spagnola (n. 1868)
- 1965 - Margherita Nicosia, attrice italiana (n. 1893)
- 1966 - Ryūshi Kawabata, pittore giapponese (n. 1885)
- 1966 - Bartolomé Macías, arbitro di calcio, allenatore di calcio e giornalista argentino (n. 1901)
- 1966 - Henri Van Lerberghe, ciclista su strada e pistard belga (n. 1891)
- 1966 - Evelyn Waugh, scrittore britannico (n. 1903)
- 1967 - Oscar Chisini, matematico italiano (n. 1889)
- 1967 - Alfred Felber, canottiere svizzero (n. 1886)
- 1968 - Sigfried Giedion, storico dell'architettura e storico dell'arte svizzero (n. 1888)
- 1968 - Jan Novák, calciatore cecoslovacco (n. 1896)
- 1968 - André Trousselier, ciclista su strada francese (n. 1887)
- 1969 - Lorenzo Maria Balconi, arcivescovo cattolico, missionario e scrittore italiano (n. 1878)
- 1969 - Harley Earl, designer statunitense (n. 1893)
- 1969 - Fernando Ortiz Fernández, antropologo, etnomusicologo e saggista cubano (n. 1881)
- 1969 - Myzejen Zogu, principessa albanese (n. 1905)
- 1970 - Franco Garofalo, ammiraglio italiano (n. 1898)
- 1970 - Alfred Lergetporer, pallanuotista austriaco (n. 1909)
- 1970 - Giovanni Malipiero, tenore italiano (n. 1906)
- 1970 - Henri Marchal, architetto e archeologo francese (n. 1876)
- 1970 - Mishel Piastro, violinista e direttore d'orchestra statunitense (n. 1891)
- 1971 - Giuseppe Chiantia, cavaliere italiano (n. 1893)
- 1971 - Nicola La Gravinese, medico e politico italiano (n. 1883)
- 1972 - Gwendoline Neligan, schermitrice britannica (n. 1905)
- 1973 - Kamal Adwan, politico palestinese (n. 1935)
- 1973 - Giovanni Becatti, archeologo e funzionario italiano (n. 1912)
- 1973 - Kamal Nasser, rivoluzionario, politico e scrittore palestinese (n. 1924)
- 1973 - James Leslie Kincaid, generale, politico e avvocato statunitense (n. 1884)
- 1973 - Novello Papafava, scrittore italiano (n. 1899)
- 1973 - Muhammad Yusuf al-Najjar, guerrigliero e terrorista palestinese (n. 1930)
- 1974 - Dolores d'Asburgo-Lorena, nobildonna (n. 1891)
- 1974 - Roger Bastide, sociologo e antropologo francese (n. 1898)
- 1974 - Patricia Collinge, attrice irlandese (n. 1892)
- 1975 - Walker Evans, fotografo statunitense (n. 1903)
- 1975 - Marjorie Main, attrice statunitense (n. 1890)
- 1976 - Karl William Kapp, economista tedesco (n. 1910)
- 1976 - Enrico Mainardi, violoncellista e compositore italiano (n. 1897)
- 1976 - Eugenio Negri, calciatore italiano (n. 1899)
- 1976 - Ramón Otero Pedrayo, scrittore e politico spagnolo (n. 1888)
- 1977 - Bob Harris, cestista statunitense (n. 1927)
- 1977 - Jean Rambaud, religioso e teologo francese (n. 1908)
- 1978 - Al'bert Vol'rat, allenatore di calcio e calciatore sovietico (n. 1903)
- 1979 - James Clement Dunn, diplomatico statunitense (n. 1890)
- 1979 - Eugenio Miozzi, ingegnere italiano (n. 1889)
- 1979 - Nino Rota, compositore italiano (n. 1911)
- 1980 - Kay Medford, attrice statunitense (n. 1919)
- 1980 - Corrado Pavolini, regista, drammaturgo e critico letterario italiano (n. 1898)
- 1981 - Willi Ritterbusch, politico tedesco (n. 1892)
- 1982 - Choe Hyon, generale e politico nordcoreano (n. 1907)
- 1982 - Vic Hanson, cestista, giocatore di football americano e allenatore di football americano statunitense (n. 1903)
- 1983 - Phillip Burton, politico statunitense (n. 1926)
- 1983 - Guido Paci, pilota motociclistico e bobbista italiano (n. 1949)
- 1984 - Cecilio Maria Cortinovis, religioso italiano (n. 1885)
- 1984 - Antonio Rossetti, calciatore e allenatore di calcio italiano (n. 1908)
- 1984 - Willy Semmelrogge, attore e regista tedesco (n. 1923)
- 1984 - Servílio, calciatore brasiliano (n. 1915)
- 1984 - Jack White, produttore cinematografico, regista e sceneggiatore statunitense (n. 1897)
- 1984 - Antonio Zambotto, calciatore e arbitro di calcio italiano (n. 1905)
- 1985 - Cora Coralina, poetessa e scrittrice brasiliana (n. 1889)
- 1985 - Alfredo Duhalde Vásquez, politico cileno (n. 1898)
- 1985 - Andrea Guglielminetti, avvocato e politico italiano (n. 1901)
- 1985 - Arthur Hübscher, filosofo e filologo tedesco (n. 1897)
- 1985 - Rodolfo Kubik, musicista e antifascista italiano (n. 1901)
- 1985 - Teodoro Pellegrino, italiano (n. 1908)
- 1985 - Eusebio Sempere, scultore e pittore spagnolo (n. 1923)
- 1986 - Pierre Chesneau, calciatore francese (n. 1902)
- 1986 - Linda Creed, paroliera, cantante e compositrice statunitense (n. 1948)
- 1986 - Renato Ghiotto, scrittore, giornalista e sceneggiatore italiano (n. 1923)
- 1986 - František Vysocký, calciatore slovacco (n. 1921)
- 1987 - Berta Drews, attrice tedesca (n. 1901)
- 1987 - Rosario Iozia, carabiniere italiano (n. 1962)
- 1987 - Mario Sdraulig, calciatore italiano (n. 1917)
- 1988 - Ezekias Papaioannou, politico cipriota (n. 1908)
- 1988 - Natale Polci, poeta italiano (n. 1897)
- 1988 - Shigeo Sugiura, nuotatore giapponese (n. 1917)
- 1988 - Teóphilo, calciatore brasiliano (n. 1900)
- 1989 - George Genereux, tiratore a volo canadese (n. 1935)
- 1989 - Nikolaj Grin'ko, attore sovietico (n. 1920)
- 1990 - Margarete Adler, nuotatrice austriaca (n. 1896)
- 1990 - Carmelo Costanzo, imprenditore italiano (n. 1923)
- 1990 - Fortune Gordien, discobolo e pesista statunitense (n. 1922)
- 1990 - Hugh Trefusis Brassey, ufficiale inglese (n. 1915)
- 1990 - Giovanni Moruzzi, biochimico italiano (n. 1904)
- 1990 - Marco Pisetta, brigatista e collaboratore di giustizia italiano (n. 1945)
- 1991 - Otto Berg, lunghista norvegese (n. 1906)
- 1991 - Wilma Dias, attrice, ballerina e showgirl brasiliana (n. 1954)
- 1991 - Kevin Peter Hall, attore statunitense (n. 1955)
- 1991 - Natalie Schafer, attrice statunitense (n. 1900)
- 1991 - Wu Yin, attrice cinese (n. 1909)
- 1992 - Ezio Cernich, cestista, allenatore di pallacanestro e dirigente sportivo italiano (n. 1934)
- 1992 - Guglielmo De Angelis d'Ossat, ingegnere e architetto italiano (n. 1907)
- 1992 - Hermann Eppenhoff, allenatore di calcio e calciatore tedesco (n. 1919)
- 1992 - Dante Guagnetti, calciatore italiano (n. 1914)
- 1992 - János Kajdi, pugile ungherese (n. 1939)
- 1992 - Sam Kinison, comico, cabarettista e attore statunitense (n. 1953)
- 1992 - Cec Linder, attore canadese (n. 1921)
- 1992 - Peter Dennis Mitchell, biochimico britannico (n. 1920)
- 1993 - Uberto Bonetti, pittore e disegnatore italiano (n. 1909)
- 1993 - Donald Broadbent, psicologo britannico (n. 1926)
- 1993 - Chris Hani, attivista e politico sudafricano (n. 1942)
- 1994 - Terry Adlington, allenatore di calcio e calciatore inglese (n. 1935)
- 1994 - Reinaldo Gorno, maratoneta argentino (n. 1918)
- 1994 - John O'Brien, scrittore statunitense (n. 1960)
- 1994 - Frank V. Phillips, direttore della fotografia statunitense (n. 1912)
- 1995 - Chen Yun, politico cinese (n. 1905)
- 1995 - Morarji Desai, politico indiano (n. 1896)
- 1995 - Annie Fischer, pianista ungherese (n. 1914)
- 1995 - Günter Guillaume, agente segreto tedesco (n. 1927)
- 1995 - Otto Kolar, cestista statunitense (n. 1911)
- 1996 - Oscar Andò, politico italiano (n. 1904)
- 1996 - Hans Beck, saltatore con gli sci norvegese (n. 1911)
- 1996 - Gabriella Gherbez, politica e partigiana italiana (n. 1927)
- 1996 - Alfredo Lambertucci, architetto italiano (n. 1928)
- 1997 - Bèto Adriana, pesista, sollevatore e tiratore a segno olandese (n. 1925)
- 1997 - Stan Eastham, calciatore inglese (n. 1913)
- 1997 - Renato Fastigi, imprenditore e politico italiano (n. 1904)
- 1997 - Gigi Savoia, rugbista a 15 e allenatore di rugby a 15 italiano (n. 1926)
- 1997 - Martin Schwarzschild, astronomo tedesco (n. 1912)
- 1998 - Dieter Erler, calciatore tedesco orientale (n. 1939)
- 1998 - Serafino, monaco cristiano e arcivescovo ortodosso greco (n. 1913)
- 1998 - Zezé Moreira, calciatore e allenatore di calcio brasiliano (n. 1917)
- 1999 - Fatafehi Tuʻipelehake, principe e politico tongano (n. 1922)
- 1999 - Charles Patrick Green, bobbista britannico (n. 1914)
- 1999 - Brownie Mary, attivista statunitense (n. 1922)
- 1999 - Ali Sayad Shirazi, generale iraniano (n. 1944)
- 2000 - Rabah Bitat, politico algerino (n. 1925)
- 2000 - Larry Linville, attore statunitense (n. 1939)

## XXI secolo(139)
- 2001 - Jean-Gabriel Albicocco, regista francese (n. 1936)
- 2001 - Felice Arienti, allenatore di calcio e calciatore italiano (n. 1917)
- 2001 - Nyree Dawn Porter, attrice neozelandese (n. 1936)
- 2001 - Nora Eddington, attrice e scrittrice statunitense (n. 1924)
- 2001 - Andy Farkas, giocatore di football americano statunitense (n. 1916)
- 2001 - Jean-Marie Floch, semiologo francese (n. 1947)
- 2001 - Ferdinand Plánický, calciatore cecoslovacco (n. 1920)
- 2001 - Richard Evans Schultes, biologo e botanico statunitense (n. 1915)
- 2002 - Haim Cohn, giurista, politico e saggista israeliano (n. 1911)
- 2002 - Ed Fleming, cestista e allenatore di pallacanestro statunitense (n. 1933)
- 2002 - Yuji Hyakutake, astronomo giapponese (n. 1950)
- 2002 - Aleksandr Dmitrievič Kuročkin, regista sovietico (n. 1926)
- 2003 - Little Eva, cantante statunitense (n. 1943)
- 2003 - Robert Hoyt, giornalista statunitense (n. 1922)
- 2003 - Franco Scandurra, attore italiano (n. 1911)
- 2003 - Franco Valle, pugile italiano (n. 1940)
- 2004 - Lodovico Barbiano di Belgiojoso, nobile, architetto e designer italiano (n. 1909)
- 2004 - Jacek Kaczmarski, cantautore polacco (n. 1957)
- 2004 - Odd Wang Sørensen, calciatore norvegese (n. 1922)
- 2005 - Horacio Casarín, allenatore di calcio e calciatore messicano (n. 1918)
- 2005 - Sirio Giametta, architetto italiano (n. 1912)
- 2005 - Jean Trent, attrice statunitense (n. 1920)
- 2006 - Claude Esteban, poeta, saggista e critico d'arte francese (n. 1935)
- 2006 - John Lyall, calciatore e allenatore di calcio inglese (n. 1940)
- 2006 - Maria Pezzi, giornalista e disegnatrice italiana (n. 1908)
- 2006 - John Profumo, politico britannico (n. 1915)
- 2007 - Walter Hendl, direttore d'orchestra, compositore e pianista statunitense (n. 1917)
- 2007 - Salvatore Scarpitta, artista statunitense (n. 1919)
- 2007 - Dakota Staton, cantante statunitense (n. 1930)
- 2008 - Ottavio Cogliati, ciclista su strada italiano (n. 1939)
- 2008 - Ernesto Corripio y Ahumada, cardinale e arcivescovo cattolico messicano (n. 1919)
- 2008 - Peter Dubovský, vescovo cattolico slovacco (n. 1921)
- 2009 - Pietro De Santis, calciatore italiano (n. 1927)
- 2009 - Iōannīs Patakīs, politico greco (n. 1940)
- 2009 - Evgenij Jakovlevič Vesnik, attore russo (n. 1923)
- 2010 - Krystyna Bochenek, politica polacca (n. 1953)
- 2010 - Dixie Carter, attrice statunitense (n. 1939)
- 2010 - Janina Fetlińska, politica polacca (n. 1952)
- 2010 - Grażyna Gęsicka, sociologa e politica polacca (n. 1951)
- 2010 - Ryszard Kaczorowski, politico polacco (n. 1919)
- 2010 - Maria Kaczyńska, economista e first lady polacca (n. 1942)
- 2010 - Lech Kaczyński, politico polacco (n. 1949)
- 2010 - Tomasz Merta, politico e storico polacco (n. 1965)
- 2010 - Martin Ostwald, storico tedesco (n. 1922)
- 2010 - Gino Pagnani, attore e doppiatore italiano (n. 1927)
- 2010 - Franco Pedrazzini, dirigente sportivo italiano (n. 1936)
- 2010 - Maciej Płażyński, politico e giurista polacco (n. 1958)
- 2010 - Tadeusz Płoski, vescovo cattolico polacco (n. 1956)
- 2010 - Anna Walentynowicz, sindacalista polacca (n. 1929)
- 2010 - Stanisław Zając, politico e avvocato polacco (n. 1949)
- 2011 - Nilza Monte Garcia, cestista brasiliana (n. 1942)
- 2011 - Bob Shaw, giocatore di football americano, allenatore di football americano e cestista statunitense (n. 1921)
- 2011 - Ernest Vaast, allenatore di calcio e calciatore francese (n. 1922)
- 2012 - Luis Aponte Martínez, cardinale e arcivescovo cattolico portoricano (n. 1922)
- 2012 - Barbara Buchholz, musicista tedesca (n. 1959)
- 2012 - Maria Pia Casilio, attrice italiana (n. 1935)
- 2012 - Lili Chookasian, contralto statunitense (n. 1921)
- 2012 - Gianni Marchetti, compositore, arrangiatore e direttore d'orchestra italiano (n. 1933)
- 2012 - Angelo Rossi, compositore, arrangiatore e partigiano italiano (n. 1924)
- 2012 - Afewerk Tekle, artista etiope (n. 1932)
- 2012 - Giulio Sascia Tignino, politico italiano (n. 1933)
- 2013 - Lorenzo Antonetti, cardinale e arcivescovo cattolico italiano (n. 1922)
- 2013 - Raymond Boudon, sociologo francese (n. 1934)
- 2013 - Robert Geoffrey Edwards, biologo britannico (n. 1925)
- 2013 - Aleksandar Kozlina, calciatore jugoslavo (n. 1938)
- 2013 - Juan Carlos Mazzini, cestista argentino (n. 1940)
- 2013 - Gordon Thomas, ciclista su strada britannico (n. 1921)
- 2014 - Dominique Baudis, scrittore, giornalista e politico francese (n. 1947)
- 2014 - Justin Marie Bomboko, politico della Repubblica Democratica del Congo (n. 1928)
- 2014 - László Felkai, pallanuotista e nuotatore ungherese (n. 1941)
- 2014 - Phyllis Frelich, attrice statunitense (n. 1944)
- 2014 - Richard Hoggart, sociologo e anglista inglese (n. 1918)
- 2014 - K.S. Karol, giornalista e scrittore polacco (n. 1924)
- 2014 - Onésima Reyes, cestista cilena (n. 1929)
- 2014 - Gianfranco Saraca, ingegnere e politico italiano (n. 1943)
- 2014 - Sue Townsend, scrittrice e commediografa inglese (n. 1946)
- 2014 - Rolando Ugolini, calciatore italiano (n. 1924)
- 2015 - Raúl Héctor Castro, politico e diplomatico statunitense (n. 1916)
- 2015 - Lauren Hill, cestista statunitense (n. 1995)
- 2015 - Judith Malina, regista teatrale, attrice e scrittrice statunitense (n. 1926)
- 2015 - Georg Monsen, allenatore di calcio e calciatore norvegese (n. 1922)
- 2015 - Rose Francine Rogombé, politica gabonese (n. 1942)
- 2015 - Ray Treacy, allenatore di calcio e calciatore irlandese (n. 1946)
- 2016 - Howard Marks, criminale e attivista britannico (n. 1945)
- 2016 - Bringfried Müller, calciatore e allenatore di calcio tedesco orientale (n. 1931)
- 2016 - Henryk Średnicki, pugile polacco (n. 1955)
- 2017 - Jack Ahearn, pilota motociclistico australiano (n. 1924)
- 2017 - Gian Mario Albani, sindacalista e politico italiano (n. 1927)
- 2017 - Bab Christensen, attrice teatrale e attrice cinematografica norvegese (n. 1928)
- 2017 - Linda Hopkins, cantante e attrice statunitense (n. 1924)
- 2017 - Larry Sharpe, wrestler irlandese (n. 1951)
- 2018 - Saverio Bellomo, filologo e italianista italiano (n. 1952)
- 2018 - Ettore Cenci, musicista italiano (n. 1925)
- 2018 - Samir Gharbo, nuotatore e pallanuotista egiziano (n. 1925)
- 2018 - Fergie McCormick, rugbista a 15 neozelandese (n. 1939)
- 2018 - Sauro Tomà, calciatore italiano (n. 1925)
- 2019 - Dominic Barto, attore statunitense (n. 1930)
- 2019 - Earl Thomas Conley, cantautore statunitense (n. 1941)
- 2020 - Sebastiano Alicata, calciatore italiano (n. 1938)
- 2020 - Bruce Baillie, regista statunitense (n. 1931)
- 2020 - Rifat Chadirji, architetto iracheno (n. 1926)
- 2020 - Bamboo Hirst, scrittrice italiana (n. 1940)
- 2020 - Pino van Lamsweerde, regista e animatore italiano (n. 1940)
- 2020 - Marianne Lundquist, nuotatrice svedese (n. 1931)
- 2020 - Enrique Múgica, politico spagnolo (n. 1932)
- 2020 - Nobuhiko Obayashi, regista e sceneggiatore giapponese (n. 1938)
- 2020 - Pete Retzlaff, giocatore di football americano statunitense (n. 1931)
- 2020 - Francis Reusser, regista, sceneggiatore e attore svizzero (n. 1942)
- 2020 - Carlo Sabatini, attore e doppiatore italiano (n. 1932)
- 2020 - Cesare Trebeschi, politico, avvocato e saggista italiano (n. 1925)
- 2020 - Tom Webster, allenatore di hockey su ghiaccio e hockeista su ghiaccio canadese (n. 1948)
- 2020 - Alf Wood, calciatore inglese (n. 1945)
- 2021 - LaDonna Brave Bull Allard, storica e attivista statunitense (n. 1956)
- 2021 - Edward Idris Cassidy, cardinale e arcivescovo cattolico australiano (n. 1924)
- 2021 - Tulio Manuel Chirivella Varela, arcivescovo cattolico venezuelano (n. 1932)
- 2021 - Rossana Di Bello, politica italiana (n. 1956)
- 2021 - Fred Erdman, avvocato e politico belga (n. 1933)
- 2021 - Vito Fabris, cestista italiano (n. 1954)
- 2021 - Guillaume Oyono-Mbia, scrittore camerunese (n. 1939)
- 2021 - Marcio Veloz Maggiolo, scrittore, archeologo e antropologo dominicano (n. 1936)
- 2022 - Bouke Beumer, politico olandese (n. 1934)
- 2022 - Philippe Boesmans, compositore belga (n. 1936)
- 2022 - John Drew, cestista statunitense (n. 1954)
- 2022 - Kalindi, calciatore brasiliano (n. 1993)
- 2022 - Raymond John Lahey, vescovo cattolico canadese (n. 1940)
- 2022 - Enrico Pasini, pianista, organista e compositore italiano (n. 1935)
- 2022 - Estela Rodríguez, judoka cubana (n. 1967)
- 2023 - Pierre Lacotte, ballerino, coreografo e direttore artistico francese (n. 1932)
- 2023 - Anne Perry, scrittrice e assassina britannica (n. 1938)
- 2024 - Mister Cee, disc jockey, conduttore radiofonico e produttore discografico statunitense (n. 1966)
- 2024 - David L. Goodstein, fisico statunitense (n. 1939)
- 2024 - Trina Robbins, fumettista statunitense (n. 1938)
- 2024 - Richard Rosser, politico e sindacalista britannico (n. 1944)
- 2024 - O. J. Simpson, giocatore di football americano e attore statunitense (n. 1947)
- 2025 - Leo Beenhakker, allenatore di calcio olandese (n. 1942)
- 2025 - Ted Kotcheff, regista canadese (n. 1931)
- 2025 - Peter Lovesey, scrittore britannico (n. 1936)
- 2025 - Vaggelīs Nikītopoulos, cestista e allenatore di pallacanestro greco (n. 1936)
- 2025 - Nino Tempo, cantante, sassofonista e clarinettista statunitense (n. 1935)

## Senza anno specificato(1)
- Palladio di Auxerre, vescovo francese